# 意大利殖民帝国

1942年的義大利殖民帝國（1941年意属東非被英軍佔領）

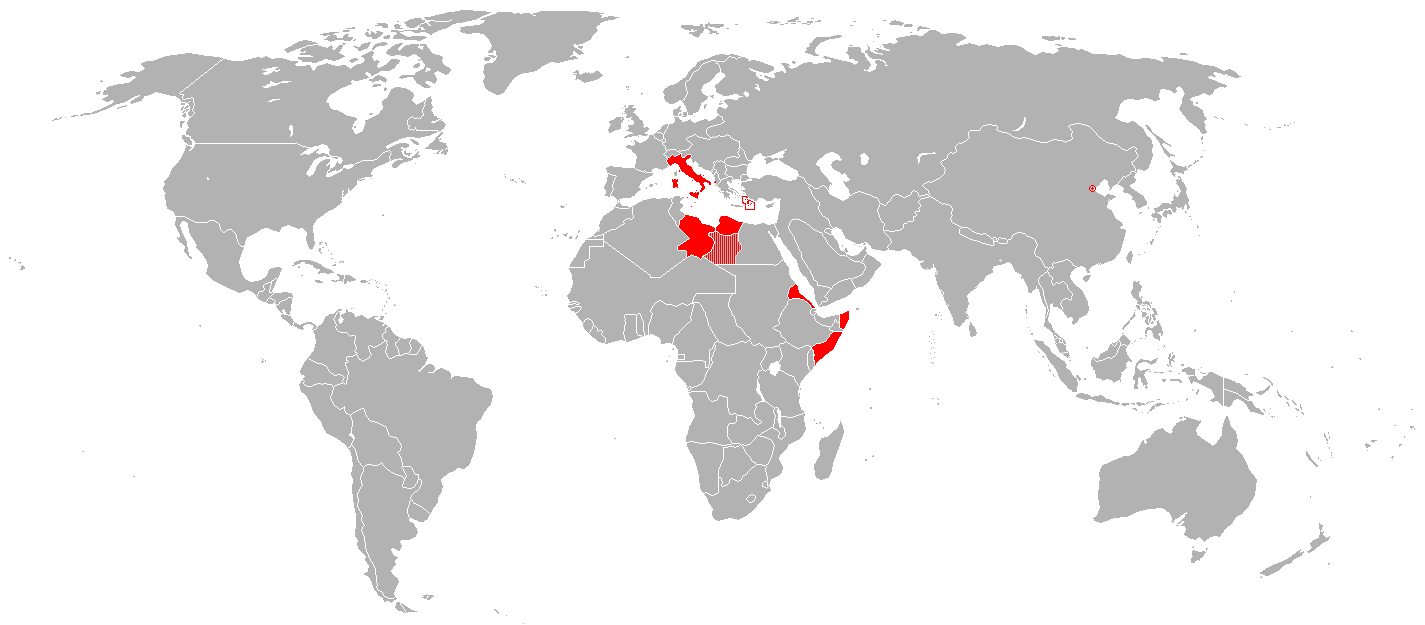
1914年的義大利殖民帝國

義大利殖民帝國（義大利語：colonialismo italiano）是近代由義大利所建立的殖民地帝國。而這個殖民帝國在第二次世界大戰中除了擁有意大利外，更支配著地中海、巴爾幹半島、北非和東非的其他屬土諸如厄立特里亞、衣索匹亞等東非殖民地。帝國勢力在義大利首相兼法西斯黨領袖墨索里尼帶領下於1941-1942年達到頂峰，而后随着1943年意大利投降以及1945年第二次世界大战结束、1947年巴黎和平條約簽訂後，意大利殖民帝国也逐渐成为历史。
就如德意志帝國一樣，義大利比起其他歐洲強國較遲達成統一。所以，其殖民帝國也比歐洲列強的殖民地帝國來得要遲。亦因如此，它並不能和其他歐洲列強競逐亞美兩洲的勢力（中國的天津意租界例外），儘管在新大陸有很多意大利裔移民。

## 義大利王國和法西斯主義
1929年經濟大衰退之後，帝國主義成為義大利法西斯主義者墨索里尼演講的主題。他認為殖民地的建立對義大利人口和經濟的振興有很大的作用。而帝國主義也是墨索里尼為了讓義大利取代英法兩國，成為地中海主要勢力不可或缺的一部份。

## 非洲
意属东非（Africa Orientale Italiana）是意大利在东非的一个殖民地。于1936年到1941年期间存在。由阿比西尼亚、意属索马里兰和厄立特里亚三个区域组成。1936年，总理墨索里尼下令侵略阿比西尼亚。意属东非宣告建立。下设6个州。1940年8月，意大利侵占了英属索马里兰。1941年，英軍佔領意属东非，阿比西尼亚恢复独立，意属东非解体。

### 義屬索馬里蘭（今索馬里）（1889～1960年）
在1889至1890年間，義大利在東非的索馬里蘭建立了殖民地。1925年，因肯亞得到朱巴蘭，其殖民地得以擴張。

### 義屬厄利垂亞（1889～1941年）

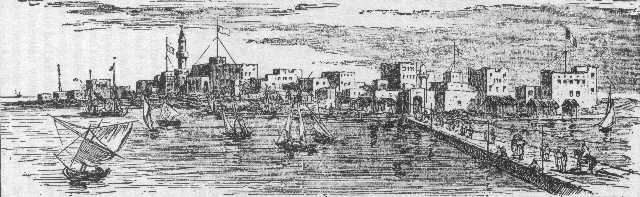
1890年马萨瓦

1889年，義大利在厄利垂亞建立殖民地。這個殖民地被日後的法西斯義大利視作為一個驕傲。而今時今日在厄利垂亞的首都阿斯馬拉，許多被保留下來的古蹟和紀念碑都可追溯到百多年前由義大利所統治的時期。由於為數眾多的建築遺產，阿斯馬拉也許能成為一個世界遺產。

### 義屬衣索比亞（今衣索匹亞）（1935～1941年）

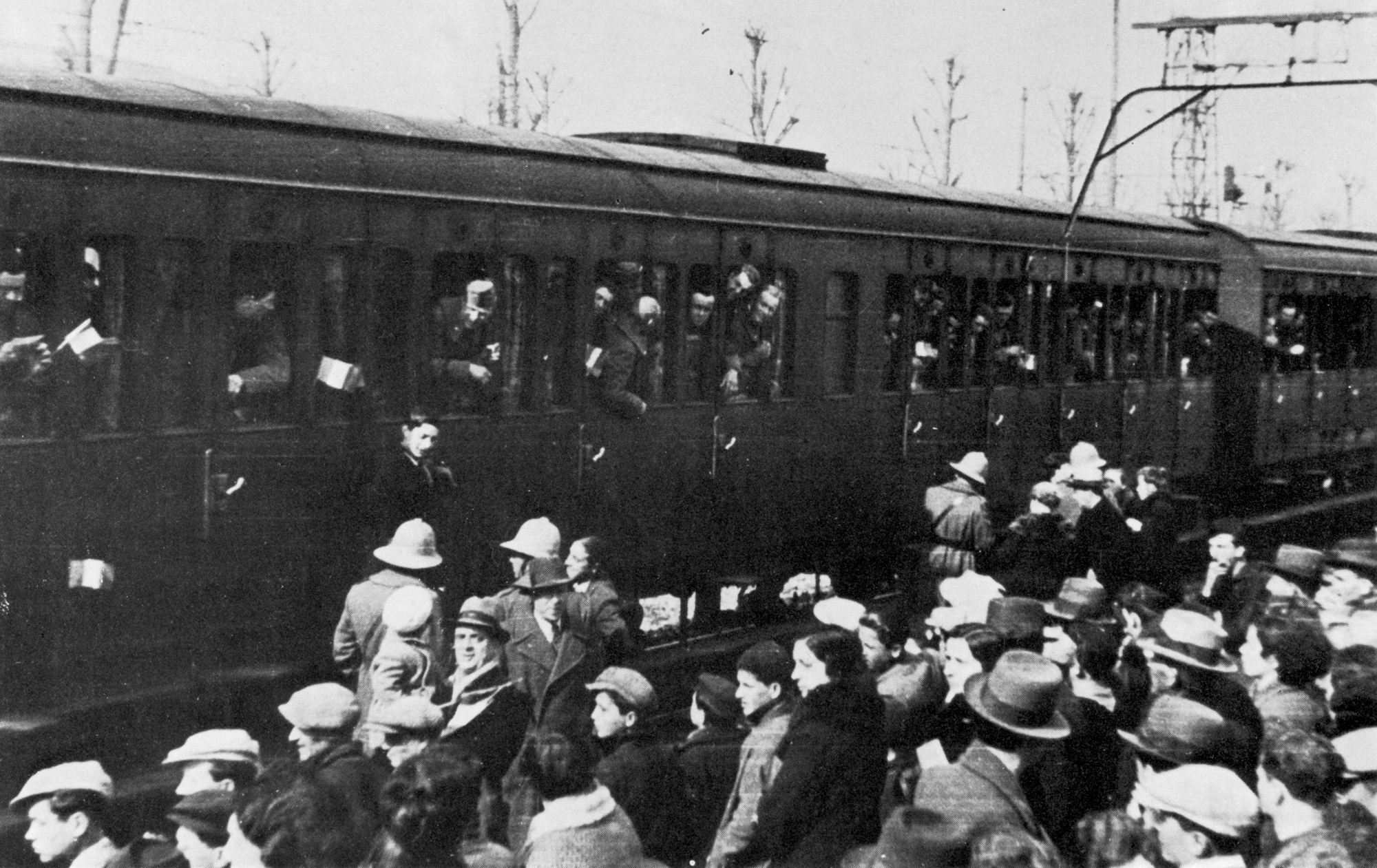
第二次義大利衣索比亞戰爭中士兵撤离。

儘管義大利在1895至1896年間的第一次義大利－衣索匹亞戰爭中被阿比西尼亞打敗，但當墨索里尼執政後，義大利便在1935至1936年間發動第二次義大利－衣索匹亞戰爭，成功擊敗阿比西尼亞。1936年5月9日，義大利國王維克托·伊曼紐爾三世宣佈成為衣索匹亞皇帝。
而墨索里尼欲把數以百萬計的移民者送到東非的殖民地中落地生根，以取得在東非的豐厚經濟利潤。但是，義大利入侵衣索匹亞一事已經受到國際間的敵視。因此，義大利對這個新殖民地的統治權大約只有五年。另外，埃塞俄比亞當地的抵抗運動始終沒有放棄殖民政府的騷擾和游擊，流亡海外的埃塞俄比亞皇帝海尔·塞拉西也從未放棄對國家主權的堅持，這些均導致了殖民政府高昂的管制成本，以至於在戰後有殖民地官員評價道：“如果不是大戰將埃塞俄比亞重新分離出去，這塊地方遲早會讓義大利的血給流乾。”

### 義屬利比亞（1912～1943年）

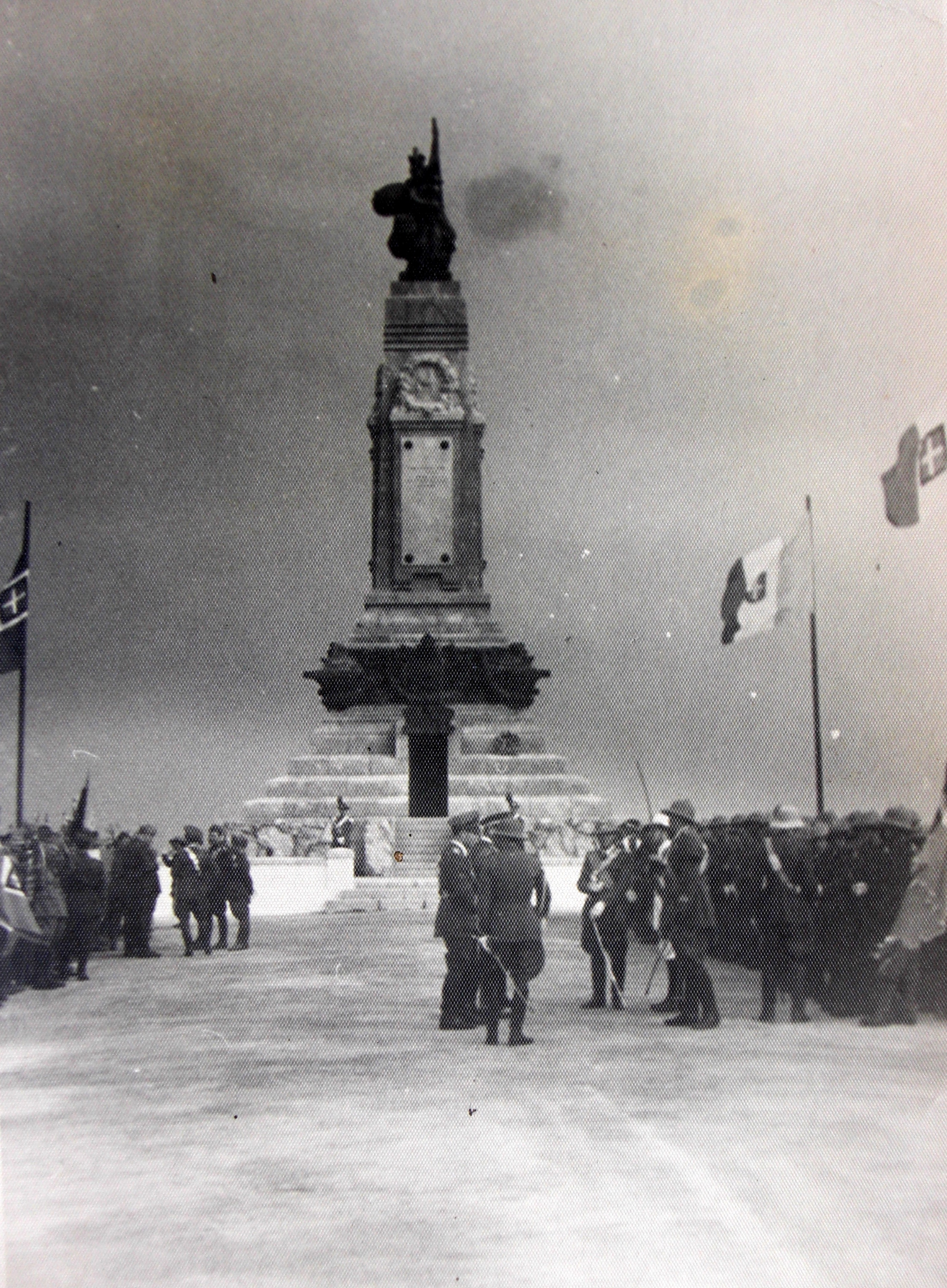
維克托伊曼紐爾三世國王在1938年訪問班加西。

義大利在1911年與奧斯曼土耳其帝國發生戰爭，其後土耳其戰敗，雙方簽訂了《洛桑條約》。條約使得義大利得到了北非的的黎波里及昔蘭尼加的領土，並與法國協議，共同分割北非的海岸。義大利對此舉感到十分驕傲，並稱之為「義大利第四個海岸」。事實上，義大利在20年代中花了整整近十年的時間來「平定」這個殖民地。
1934年，的黎波里及昔蘭尼加殖民地合併為「利比亞」殖民地。墨索里尼採用了這個一千八百多年前羅馬帝國君主戴克里先沿用的名字，就是欲揚威海外，建立非洲帝國，以圖重振羅馬帝國時代的雄風。
1943年，纳粹德國非洲軍團及義大利部隊被英美盟軍趕出北非，義大利對利比亞的統治權也隨之而逝。

## 亚洲

### 中國天津意租界（1902～1943年）

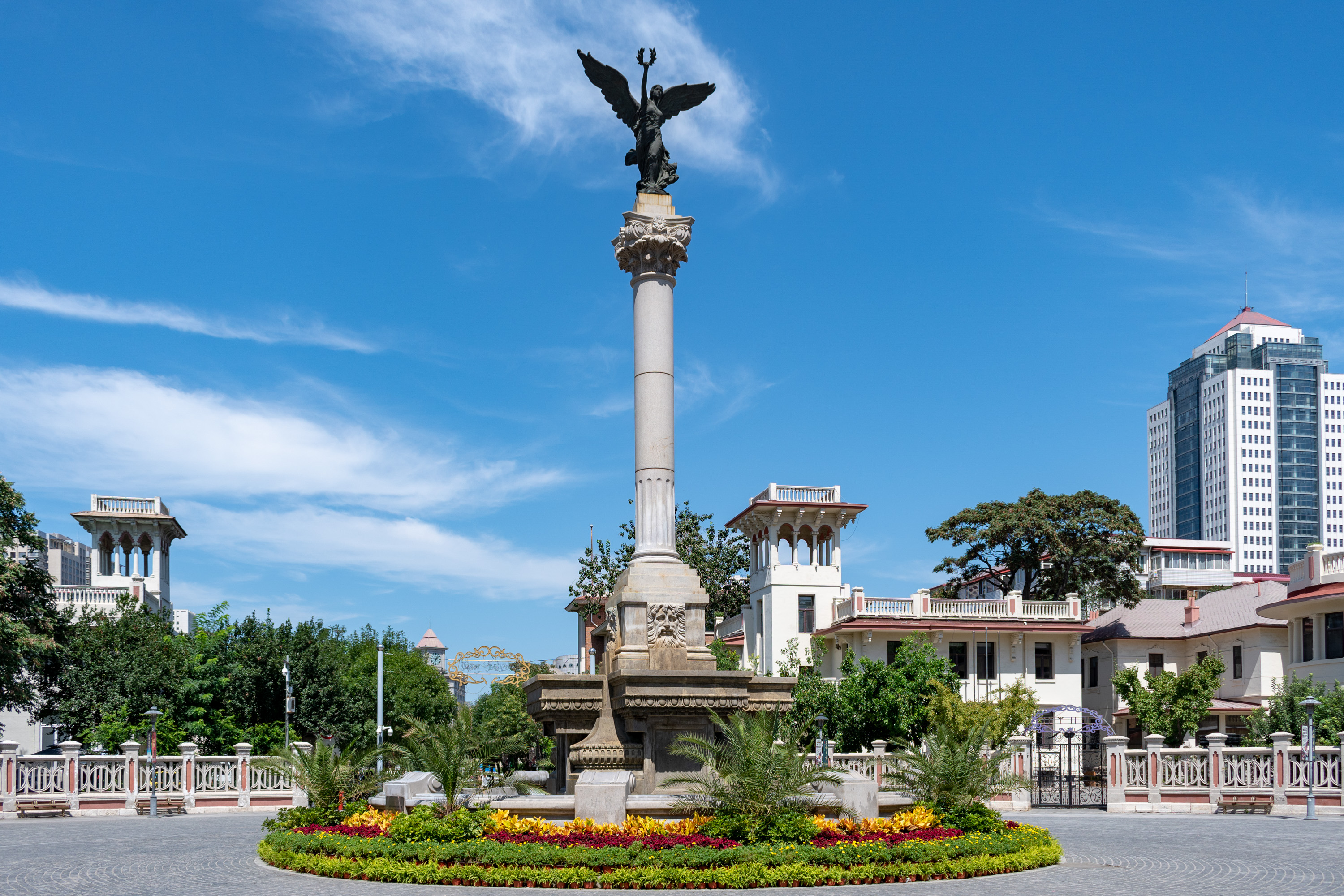
天津意租界马可波罗广场

1900年，清朝爆發八國聯軍之役，義大利也參與其中。事後，中國與列強求和，義大利因此分得中國的天津港，以作為一個貿易集散地。1918年協約國干涉俄國內戰時作為協約一員的意大利軍隊是以天津意租界作總部。1937年平津戰役時有大量中國難民及有錢人逃入天津意租界避難，因為意大利和日本的同盟日軍沒有佔天津意租界、對待意租界也比較友好。
1943年，英美盟軍擊敗義大利，墨索里尼遭國王軟禁，墨索里尼便臨時建立起意大利社会共和国，盟友日本卻趁義大利崩潰時出兵攻佔了義大利租界。最終與中國汪精衛政權成立的政權達成協議，取消義大利在天津的租界。

### 上海公共租界意大利界區

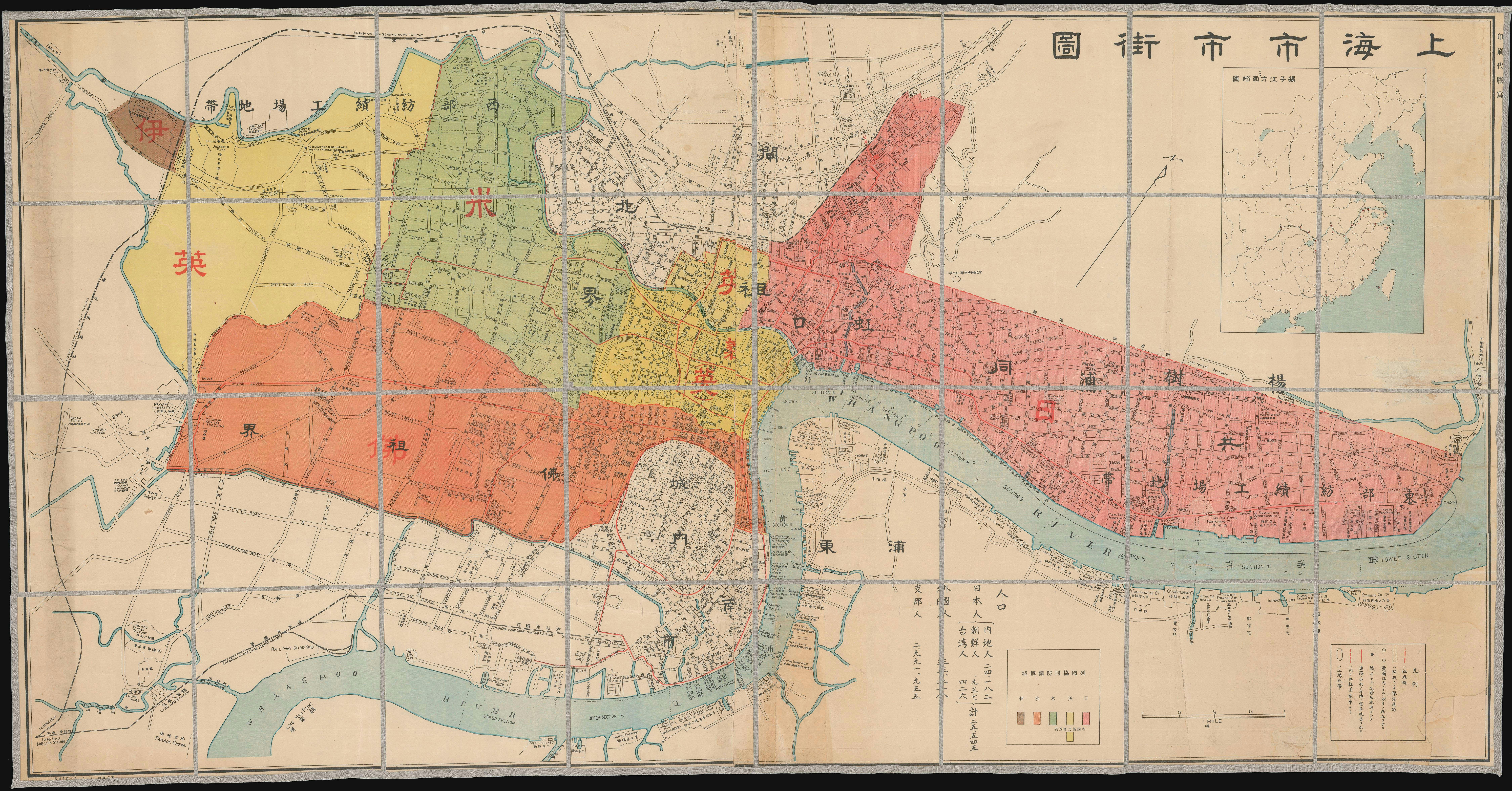
日本在1932年繪的公共租界，意大利界區位於最西邊（伊，啡色表示）

位於極司非爾路與膠州路之間的狹長地帶，北面以蘇州河為界。日本軍隊進攻上海時意大利派了更多兵駐防意界區。1941年沒被佔領公共租界的日軍佔領（因德意日三國同盟條約），到了1943年9月意大利在歐洲崩潰後才被日本佔領，之後交給了汪精衛政權。

## 歐洲

### 阿爾巴尼亞
在戰間期，義大利佔領了阿爾巴尼亞。其後，兩國在1920年9月2日簽署協定，義大利部隊可以撤出阿爾巴尼亞，條件就是該國把薩贊島割讓給義大利。
1939年，阿爾巴尼亞完全成為了義大利殖民帝國的勢力範圍。墨索里尼對此感到莫大成功，並將此成功與德國吞併奧地利及捷克斯洛伐克相提並論。1939年4月7日，義大利正式入侵阿爾巴尼亞，五天後阿軍完全喪失抵抗能力，阿爾巴尼亞國王索格一世逃亡至倫敦。而義大利國王維托里奧·埃馬努埃萊三世則被加冕為阿爾巴尼亞國王，墨索里尼更架設一個阿爾巴尼亞的法西斯政府，由阿爾巴尼亞前首相擔任政府首腦。此後，阿爾巴尼亞軍隊直屬於義大利麾下，直至墨索里尼下台。
1941年，德義兩國發動巴爾幹戰役，南斯拉夫投降，境內的科索沃及馬其頓一部份土地與阿爾巴尼亞合併，成為義大利的領地。而在1942至1943年間，阿爾巴尼亞也不斷發生一些抵抗義大利統治的運動。1943年夏，反抗勢力已經完全控制阿爾巴尼亞。1943年9月，隨著墨索里尼政權的倒台，義大利完全地退出了阿爾巴尼亞。

### 南斯拉夫
達尔馬提亞在義大利一战后時已想索取，但協約國拒絕了这要求。但在1941年，德義兩國發動的南斯拉夫戰役後，意大利從克羅地亞独立國獲得了達尔馬提亞的控制權，劃為本土的一個省份，稱達尔馬提亞省，儘管克羅地亞是德國傀儡政權。克羅地亞独立國分為德國勢力範圍及意大利勢力範圍，而意大利的勢力範圍由盧比安納省延伸至蒙特內哥羅軍政府。除此之外，義大利更統治了斯洛文尼亞的盧比安納，劃為意大利本土的一個省份。
1943年義大利投降當天即被德軍佔領控制。

### 希臘
多德卡尼斯群島同是義大利在1911～12年間的義土戰爭中，打敗衰弱的奧斯曼土耳其帝國而奪回來的土地。而當時的義大利正欲奪得罗得岛及其週邊的島嶼，以挑戰英國在地中海的統治地位。
而作為第一次世界大戰戰勝國的義大利，有權可以獲得戰敗國鄂圖曼土耳其的割地。在1919年簽訂的《色佛尔条约》中，羅得島及多德卡尼斯群島劃入義大利。1923年的洛桑條約更確立了國際間的承認。1941年4月27日希臘戰役結束，希臘大部被義大利軍事佔領，僅雅典、塞薩洛尼基為德國駐軍。西色雷斯受保加利亞控制。義大利在5月的克里特島戰役後佔領了島上的拉西錫州。
1943年9月，義大利投降，德國把希臘、克里特島拉西錫州及多德卡尼斯群島的義大利軍缴械並控制該地區。

### 蒙特內哥羅
在1941年4月17日，意大利軍隊攻占蒙特內哥羅，並宣佈蒙特內哥羅從南斯拉夫「獨立」，但實為義大利的傀儡政權。7月宣佈「恢復」君主立憲制但很快因為蒙特內哥羅發生由南斯拉夫抵抗運動策動的大規模起義被意大利駐軍鎮壓後，義大利取消了蒙特內哥羅的君主立憲制。1941年10月蒙特內哥羅軍政府成立，由義大利陸軍將領擔任總督。1943年9月，蒙特內哥羅被德军控制。

### 法國
1940年法國投降時，義大利只佔領了法意边境的地區，如芒通、尼斯。1942年11月德國進駐了维希法國，義大利亦將佔領区擴大至法國東南部，隆河以東的领土，如土倫、科西嘉島、瓦朗斯都在義大利控制下，直到1943年9月。

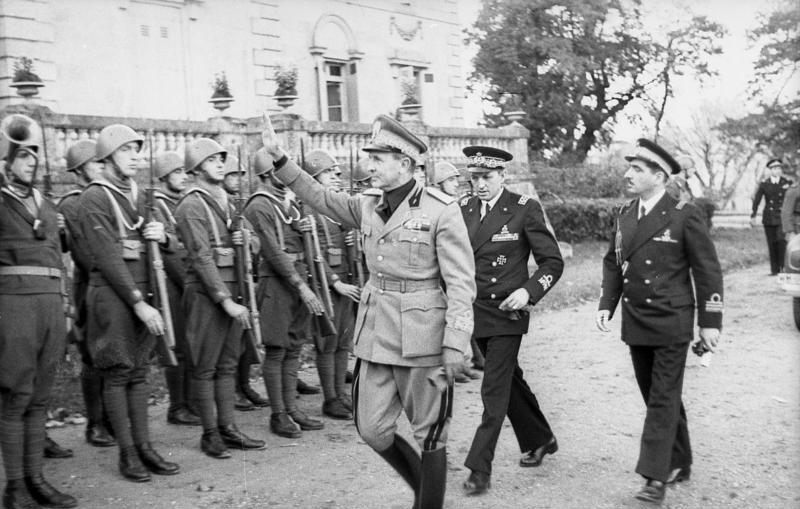
1942年，意大利第一聖馬可軍團在意佔法國

### 摩納哥
1940年6月法國陷落後，摩納哥就一直被義大利勢力包圍。1942年11月11日，義大利軍隊佔領了摩納哥防止英美盟軍登陸摩納哥。

## 新羅馬帝國的構思

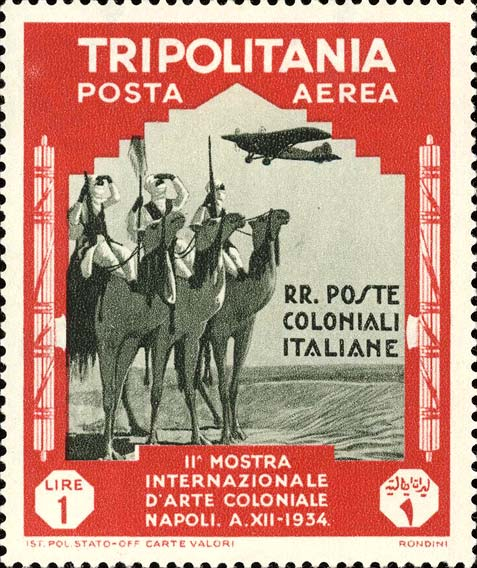
1934年法西斯邮票博览会

新羅馬帝國是墨索里尼創造出來，以形容意大利殖民地帝國，特別是指義大利佔領下的衣索匹亞。這個構想建立於第二次世界大戰前義大利民族主義的高峰時期，並與羅馬帝國有很大關係：
- 亞得里亞海改稱為（義大利語，意為「我們的海洋」）。在義大利入侵阿爾巴尼亞後，亞得里亞海落入了義大利手上。而這個名字在羅馬帝國時代是指整個地中海，因為羅馬帝國的勢力曾經遍佈整個地中海，墨索里尼打算重新建立羅馬帝國的輝煌時代。
- 義大利的政權名曰「法西斯」，取材自羅馬帝國時代執政官手握的束棒（Fasces），代表至高無上的權力。
- 首都為羅馬，與羅馬帝國時代一樣。
- 伊曼紐三世加冕為皇帝。

## 帝國的野心
義大利軍隊曾經短暫地佔領英屬索馬利蘭。1941年，義大利佔領了今克罗地亚境內的達爾馬提亞及科托爾灣和斯洛文尼亚西南部地区。墨索里尼更欲進一步佔領馬耳他、突尼西亞、法屬索馬里蘭及科西嘉等地。1942年義大利只佔領了突尼西亞和科西嘉島。法國陷落後，墨索里尼更希望當戰勝英國後，北非軍隊可以一舉佔領阿爾及利亞、埃及和蘇丹等地。

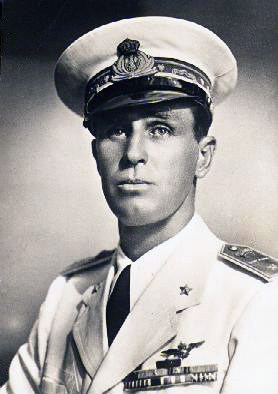
萨伏伊-奥斯塔亲王阿梅迪奥率部在Amba-Alagi英勇抵抗，受到英军的尊敬

## 帝國的终结
當英美聯軍從東、北非進攻義大利時，義大利殖民帝國終於迎向完結。1943年7月，墨索里尼的政府被推翻，9月義大利政府正式投降，義大利所有的海外領地、保護國或戰時佔領地被盟友德國及日本佔領。其後在1947年簽訂的《義大利和約》中，義大利正式宣告喪失所有殖民地和本土一些領地、並需要付戰爭賠款予阿爾巴尼亞、南斯拉夫、希臘、蘇聯和衣索比亞等受侵略的國家並禁止任何極右法西斯組織活動和禁止意大利發展核武。儘管在1949年時，聯合國決定把義屬索馬利蘭繼續置於義大利托管之下。直至1960年7月1日，英屬索馬利蘭與義屬索馬利蘭合併，並形成今天的獨立國家——索馬里。

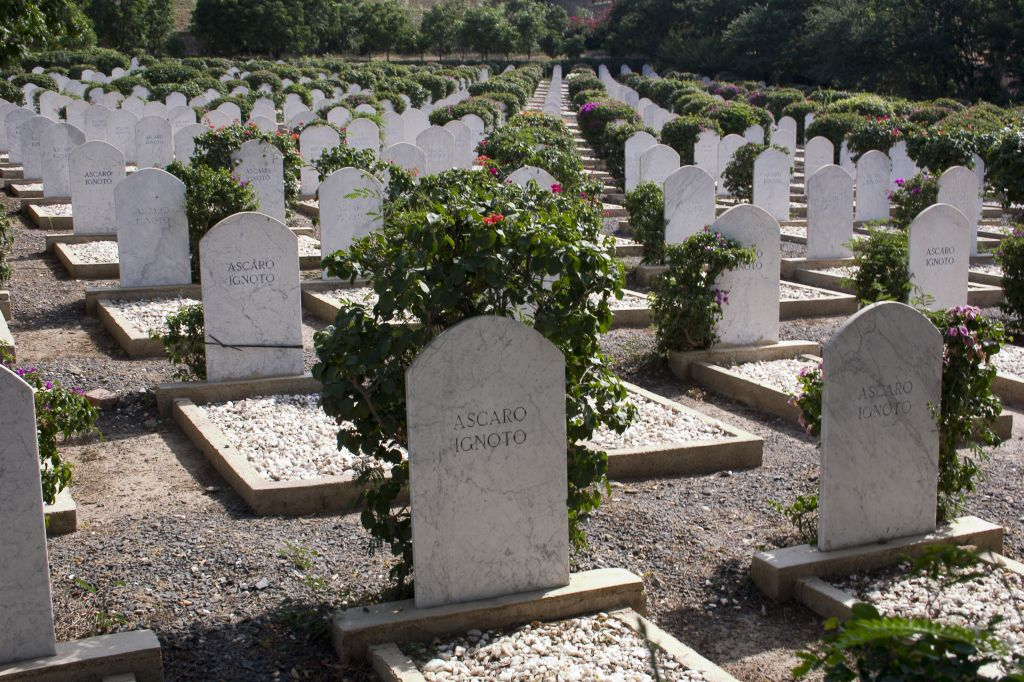
克伦意大利战争公墓

## 英國軍事託管索馬利亞和義大利索馬利亞托管領
義屬索馬利蘭（義大利語：Somalia italiana）是義大利王國在非洲之角的一塊殖民地。
第二次世界大戰期間義大利曾經入侵英屬索馬利蘭和阿比西尼亞，將其與義屬索馬里和同為義大利殖民地的厄利垂亞合并為義屬東非。第二次世界大戰結束後，原義屬索馬里被聯合國決定暫交義大利托管。
1960年7月1日，義屬索馬利蘭託管領土獨立，並且和英屬索馬利蘭合併為索馬利亞。

### 引用
1. ↑  . UN.   [2020-08-30]. （原始内容存档于2022-01-15）.